# Kisaura acirtemisa
Kisaura acirtemisa är en nattsländeart som först beskrevs av Malicky och Chantaramongkol 1993.  Kisaura acirtemisa ingår i släktet Kisaura och familjen stengömmenattsländor. Inga underarter finns listade i Catalogue of Life.